# Tömörd
Tömörd é um município da Hungria, situado no condado de Vas. Tem 15,36 km² de área e sua população em 2015 foi estimada em 287 habitantes.